# Alex Joachim
Alex Joachim (geb. 14. April 2003) ist ein vincentinischer Schwimmer. Er trat bei den Olympischen Spielen 2024 in Paris an.

## Karriere
Joachim hatte seinen ersten internationalen Auftritt bei den Schwimmweltmeisterschaften 2019 in Gwangju und später trat er bei den Schwimmweltmeisterschaften 2023 in Fukuoka an.
Bei den Olympischen Spielen nahm er am Wettbewerb über 50 m Freistil teil. Er konnte mit seiner Zeit von 23,59 s einen nationalen Rekord setzen, qualifizierte sich dennoch nicht für das Finale.
Er war zusammen mit Shafiqua Maloney auch Fahnenträger bei der Eröffnungszeremonie.